# Māttūr
Māttūr är en ort i Indien.   Den ligger i distriktet Ariyalur och delstaten Tamil Nadu, i den södra delen av landet, 1 900 km söder om huvudstaden New Delhi. Māttūr ligger 64 meter över havet och antalet invånare är 5 605.
Terrängen runt Māttūr är platt. Runt Māttūr är det tätbefolkat, med 308 invånare per kvadratkilometer. Närmaste större samhälle är Pennādam, 10,1 km norr om Māttūr. Trakten runt Māttūr består till största delen av jordbruksmark.